# Réfugiés politiques thaïlandais au XXIe siècle
Le début du XXIe siècle a été marqué en Thaïlande par une vie politique ponctuée de rebondissements, en particulier par le coup d'État militaire de septembre 2006 et le coup d'État militaire de mai 2014. Ces événements ont conduit plusieurs centaines, voire milliers d’opposants politiques, d’activistes et de militants des droits de l’homme ainsi que de personnes jugées trop proches de l’ancien régime à quitter le pays pour se réfugier notamment en Asie, en Europe et aux États-Unis pour échapper aux persécutions politiques.

## Histoire
L'histoire de la Thaïlande a été marquée tout au long du XXe siècle par de multiples coups d'État et une alternance entre régime démocratique et autoritaire. Depuis le début des années 2000, deux coups d’État ont marqué la vie politique du pays.

### Septembre 2006
Le 19 septembre 2006, tandis que le Premier ministre Thaksin Shinawatra assistait à l’assemblée générale des Nations unies à New York, la junte militaire prit le pouvoir au motif que la corruption et les divisions sociales avaient dramatiquement augmenté à cause de l’action gouvernementale. À la suite de la prise de pouvoir par l’armée, « l’état d’urgence généralisé » a été décrété, entrainant une restriction des libertés politiques et civiques ainsi qu’une répression de l’opposition politique. 

### Mai 2014
Huit ans plus tard, un scénario similaire s’est reproduit avec l’avènement d’un coup d’État le 22 mai 2014, suivi de l’instauration de la loi martiale et d’une censure sur l’ensemble du territoire. Ce durcissement du contexte politique s’est en outre traduit par une hausse importante des cas d’emprisonnement au motif de crime de lèse-majesté, régulièrement utilisé pour incriminer nombres d’opposants politiques. La junte militaire a en effet conduit une « chasse aux  sorcières » selon le politologue thaïlandais Pitch Pongsawat, afin d’affaiblir les individus jugés proches de l’ancien régime.

## Destinations
Fuyant les persécutions politiques, de nombreuses figures thaïlandaises du monde politique, économique et militant ont été contraintes de quitter le pays face à la junte militaire au pouvoir. Certaines d’entre elles ont obtenu le statut de réfugié politique en France, au Cambodge ou encore en Nouvelle-Zélande, suscitant l’indignation du pouvoir royaliste, ainsi que le dépôt de plusieurs demandes d’extraditions. Une majorité de ces réfugiés continuent leur combat politique, notamment via la création d’un mouvement d’opposition à la Junte, le Free Thais for Human Rights and Democracy (FTHD) ou encore le programme « Thais Voice » basé aux États-Unis et dont les contenus sont régulièrement diffusés sur Youtube.

### Asie
C’est en Asie et notamment dans les pays frontaliers tel que le Cambodge ou le Laos que la plupart des exilés politiques thaïlandais ont trouvé refuge. On y trouve ainsi des personnalités politiques de premier plan tel que le très controversé ex-premier ministre Thaksin Shinawatra, écarté du pouvoir en 2006 qui a successivement résidé en Chine, à Singapour, au Brunei, au Cambodge et qui vit maintenant à Dubai, ou encore Jakrapob Penkair, ancien porte-parole du gouvernement démis par ce même coup, qui a désormais élu domicile au Cambodge.

### Europe
Plusieurs figures ont choisi l’Europe comme destination d’exil, comme l'atteste la présence de plusieurs dizaines de réfugiés sur le vieux continent. En 2015 la France a accordé notamment l’asile politique à plusieurs personnalités accusées de lèse-majesté. Parmi ces réfugiés figurent une activiste transgenre, Sarun Chuichai, un ancien membre de la commission des droits de l’Homme thaïlandaise, Jaran Ditapichai,, évincé après le coup de 2006, l’historien Somsak Jeamteerasakul, critique envers l’usage fait de l’article 112 du code pénal ayant trait au crime de lèse-majesté, ou l’homme d’affaires Nopporn Suppipat.